# 델 EMC
델 EMC(Dell EMC, 2016년까지의 명칭: EMC 코퍼레이션(EMC Corporation, NYSE: EMC)는 포춘 지 선정 500대 기업, S&P 500 기업 중 하나이며, 정보관리/저장 소프트웨어 및 시스템 생산업체이다. 본사는 미국 매사추세츠주의 홉킨톤에 있다. EMC는 하드웨어 디스크 어레이, 스토리지 관리 소프트웨어 등 다양한 기업용 저장기기들을 생산한다. 주력 제품인 Symmetrix는 많은 대형 데이터 센터의 스토리지 체계의 초석이다. CLARiiON 제품군은 EMC가 1999년 데이터 제너럴사를 인수했을 때 넘겨받았다. 가상화 소프트웨어 개발사인 VMware를 2003년 12월 인수하였다.
EMC는 Fortune지 선정 500대 기업 중 152위를 차지하고 있으며, 2011년에는 EMC 창립이래 33년 만에 최대 실적인 200억 달러 매출을 달성했다.

## 연혁
EMC는 1979년에 Richard Egan, Roger Marino 그리고 John Curly에 의하여 설립되었다.

### 델과 EMC의 합병
2015년 10월 12일, 델 (Dell Inc.) 이 현금과 주식 670억 달러에 EMC를 인수 한다고 발표하였다. 이는 기술 분야에서의 최대규모 인수이다.
2016년 9월 7일에 Dell과 EMC의 합병이 완료되었다, 이로써 EMC 의 자회사였던 VMware, RSA Security, Pivotal 도 함께 인수가 되고, Dell Technologies 가 모회사로 설립 되었다.